# Тімкен (Канзас)
Тімкен (англ. Timken) — місто (англ. city) в США, в окрузі Раш штату Канзас. Населення — 38 осіб (2020).

## Географія
Тімкен розташований за координатами 38°28′23″ пн. ш. 99°10′39″ зх. д. / 38.47306° пн. ш. 99.17750° зх. д. (38.473094, -99.177553).  За даними Бюро перепису населення США в 2010 році місто мало площу 0,38 км², уся площа — суходіл.

## Демографія
Згідно з переписом 2010 року, у місті мешкало 76 осіб у 29 домогосподарствах у складі 17 родин. Густота населення становила 201 особа/км².  Було 45 помешкань (119/км²).
Расовий склад населення:
| - 92,1 % — білих - 1,3 % — азіатів - 1,3 % — осіб інших рас |

До двох чи більше рас належало 5,3 %. Частка іспаномовних становила 6,6 % від усіх жителів.
За віковим діапазоном населення розподілялося таким чином: 35,5 % — особи молодші 18 років, 44,8 % — особи у віці 18—64 років, 19,7 % — особи у віці 65 років та старші. Медіана віку мешканця становила 39,0 року. На 100 осіб жіночої статі у місті припадало 100,0 чоловіків;  на 100 жінок у віці від 18 років та старших — 96,0 чоловіків також старших 18 років.
Середній дохід на одне домашнє господарство  становив 37 413 долари США (медіана — 28 750), а середній дохід на одну сім'ю — 38 253 долари (медіана — 29 688). За межею бідності перебувало 3,4 % осіб, у тому числі 0,0 % дітей у віці до 18 років та 23,1 % осіб у віці 65 років та старших.
Цивільне працевлаштоване населення становило 24 особи. Основні галузі зайнятості: освіта, охорона здоров'я та соціальна допомога — 29,2 %, будівництво — 25,0 %, роздрібна торгівля — 20,8 %.